# Аллегані (містечко, Нью-Йорк)
Аллегані (англ. Allegany) — місто (англ. town) в США, в окрузі Каттарогус штату Нью-Йорк. Населення — 7493 особи (2020).

## Демографія
Згідно з переписом 2010 року, у місті мешкали 8004 особи в 2676 домогосподарствах у складі 1731 родини. Було 2890 помешкань
Расовий склад населення:
| - 94,1 % — білих - 1,9 % — чорних або афроамериканців - 1,9 % — азіатів - 0,3 % — корінних американців |

До двох чи більше рас належало 1,3 %. Частка іспаномовних становила 1,9 % від усіх жителів.
За віковим діапазоном населення розподілялося таким чином: 17,6 % — особи молодші 18 років, 67,2 % — особи у віці 18—64 років, 15,2 % — особи у віці 65 років та старші. Медіана віку мешканця становила 34,5 року. На 100 осіб жіночої статі у місті припадало 90,8 чоловіків;  на 100 жінок у віці від 18 років та старших — 89,1 чоловіків також старших 18 років.
Середній дохід на одне домашнє господарство  становив 63 712 долари США (медіана — 50 262), а середній дохід на одну сім'ю — 75 196 доларів (медіана — 63 100). Медіана доходів становила 55 842 долари для чоловіків та 34 565 доларів для жінок. За межею бідності перебувало 13,7 % осіб, у тому числі 7,3 % дітей у віці до 18 років та 8,1 % осіб у віці 65 років та старших.
Цивільне працевлаштоване населення становило 3046 осіб. Основні галузі зайнятості: освіта, охорона здоров'я та соціальна допомога — 30,4 %, роздрібна торгівля — 13,8 %, виробництво — 13,8 %.